# Thomas Davis (giocatore di football americano)
Thomas Antonio Davis (Shellman, 22 marzo 1983) è un giocatore di football americano statunitense che gioca nel ruolo di outside linebacker per i Washington Redskins della National Football League (NFL). Fu scelto nel corso del primo giro (14º assoluto) del Draft NFL 2005. Al college giocò a football prima all'Università della Georgia.

## Carriera professionistica

### Carolina Panthers
Davis fu scelto come 14º assoluto del Draft 2005 dai Carolina Panthers. Anche se fu scelto come safety fu spostato nel ruolo di linebacker nella sua stagione da rookie. Nella sua stagione di debutto disputò tutte le 16 partite, di cui una come titolare, con 38 tackle e 1,5 sack. Nel 2006 partì come titolare in tutte le 14 gare disputato, salendo a 88 tackle e con altri 1,5 sack. Nel 2007, Davis disputò per la prima volta tutte le 16 gare della stagione come titolare. Nel 2008 Davis stabilì i nuovi primati in carriera con 113 tackle e 3,5 sack.

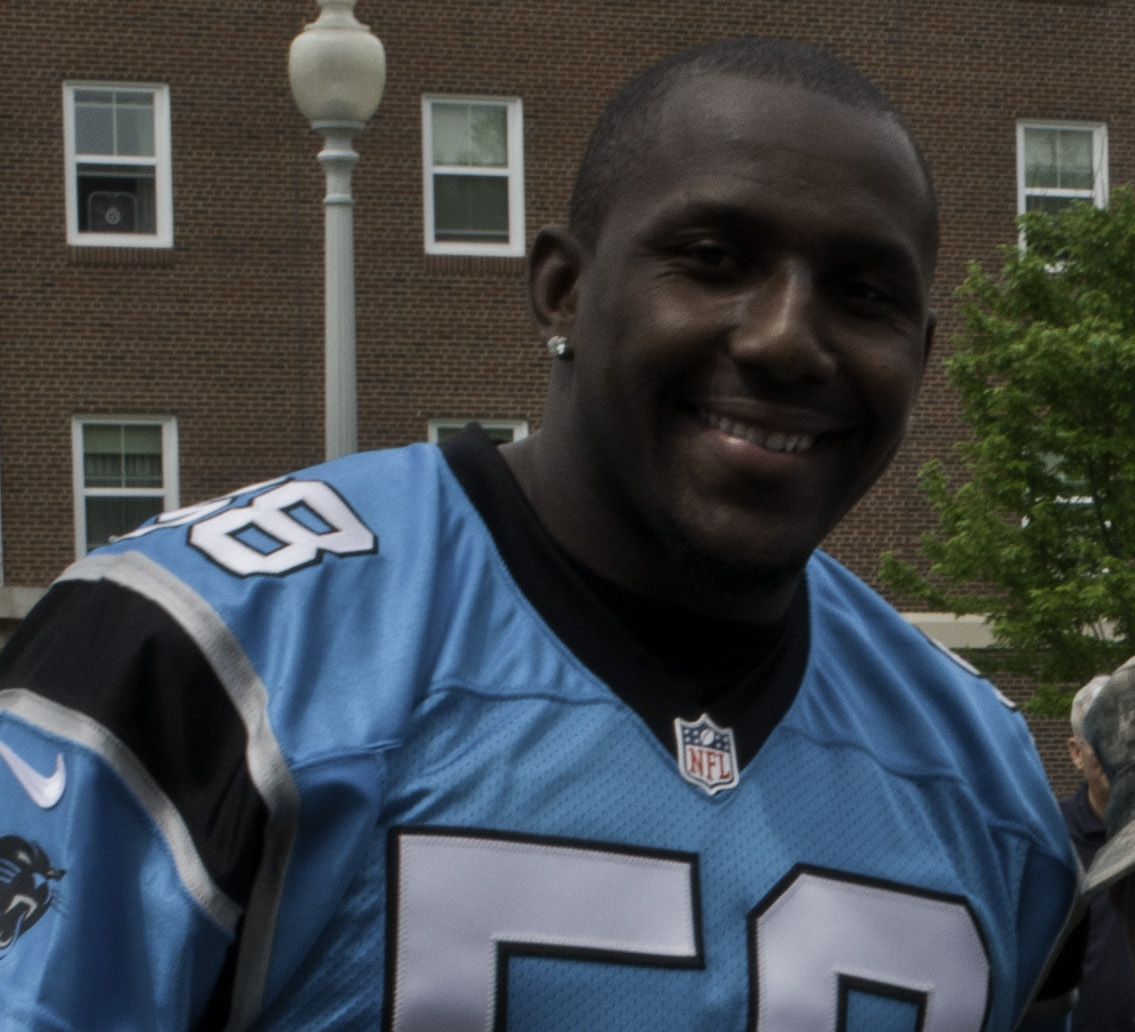
Davis nel 2014

Tra il 2009 e il 2011, Davis un totale di sole otto partite, subendo tre operazioni per la rottura del legamento collaterale anteriore. Tornato a tempo pieno nel 2012, Thomas superò quota cento tackle stagionali (105) per la seconda volta in carriera.
Nella vittoria della settimana 6 della stagione 2013 contro i Minnesota Vikings, Davis mise a segno 9 tackle, 2 sack e un passaggio deviato, venendo premiato come miglior difensore della NFC della settimana. Dopo la settimana 12 vinse il premio di miglior difensore del mese di novembre della NFC in cui mise a segno complessivamente 35 tackle, un intercetto, un sack e un fumble forzato, contribuendo a far vincere ai Panthers tutte le 4 partite. La squadra terminò col secondo miglior record della NFC (12-4) ma fu eliminata dai San Francisco 49ers nel secondo turno di playoff, una gara in cui Davis fece registrare 8 tackle.
Nel 2015, Davis mise a segno 105 tackle e i nuovi primati personali in sack (5,5), passaggi deviati (7), intercetti (4) e fumble forzati (4), venendo convocato per il primo Pro Bowl in carriera ed inserito nel First-team All-Pro. Carolina chiuse la stagione regolare col miglior record della NFL, 15-1. Nei playoff, i Panthers batterono prima i Seahawks e poi i Cardinals in finale di conference, in una gara in cui Davis mise a segno 6 tackle prima di rompersi un braccio, mettendo a rischio la sua presenza nel Super Bowl 50. Riuscì tuttavia a scendere in campo come titolare nella finalissima, dove i Panthers furono sconfitti per 24-10 dai Denver Broncos.
La prima gara della stagione 2016 fu la rivincita del Super Bowl di sette mesi prima contro i Broncos in cui i Panthers uscirono nuovamente sconfitti per 21-20, in una gara in cui Davis mise a segno un intercetto su Trevor Siemian.

### Los Angeles Chargers
Il 13 marzo 2019, Davis firmò un contratto biennale del valore di 10,5 milioni di dollari con i Los Angeles Chargers.

### Washington Redskins
Il 17 marzo 2020 Davis firmò con i Washington Redskins dove ritrovò il suo ex allenatore Ron Rivera.

## Palmarès

### Franchigia
- National Football Conference Championship: 1

Carolina Panthers: 2015

### Individuale
- Convocazioni al Pro Bowl: 3

2015, 2016, 2017
- First-team All-Pro: 1

2015
- Difensore della NFC del mese: 1

novembre 2013
- Difensore della NFC della settimana: 1

6ª del 2013
- Walter Payton NFL Man of the Year Award: 1

2014

## Statistiche
| Anno   | Squadra | P   | PT  | Tackle | Tackle | Tackle | Tackle | Tackle | Intercetti | Intercetti | Intercetti | Intercetti | Intercetti | Intercetti | Fumble | Fumble |
| Anno   | Squadra | P   | PT  | Comb   | Tot    | Ast    | Sack   | Saf    | PDev       | Int        | Yard       | Media      | Max        | TD         | FF     | FR     |
| ------ | ------- | --- | --- | ------ | ------ | ------ | ------ | ------ | ---------- | ---------- | ---------- | ---------- | ---------- | ---------- | ------ | ------ |
| 2005   | CAR     | 16  | 1   | 38     | 31     | 7      | 1,5    | 0      | 0          | 0          | 0          | 0          | 0          | 0          | 2      | 0      |
| 2006   | CAR     | 14  | 14  | 88     | 69     | 19     | 1,5    | 0      | 6          | 0          | 0          | 0          | 0          | 0          | 2      | 0      |
| 2007   | CAR     | 16  | 16  | 88     | 72     | 16     | 3,0    | 0      | 5          | 1          | 0          | 0          | 0          | 0          | 2      | 1      |
| 2008   | CAR     | 16  | 16  | 113    | 92     | 21     | 3,5    | 0      | 6          | 0          | 0          | 0          | 0          | 0          | 2      | 1      |
| 2009   | CAR     | 7   | 7   | 61     | 48     | 13     | 1,5    | 0      | 5          | 2          | 24         | 12.0       | 24         | 0          | 0      | 0      |
| 2010   | CAR     | 0   | 0   | 0      | 0      | 0      | 0      | 0      | 0          | 0          | 0          | 0          | 0          | 0          | 0      | 0      |
| 2011   | CAR     | 2   | 2   | 12     | 6      | 6      | 0,0    | 0      | 0          | 0          | 0          | 0          | 0          | 0          | 0      | 1      |
| 2012   | CAR     | 15  | 12  | 105    | 70     | 35     | 0,0    | 0      | 3          | 1          | 0          | 0          | 0          | 0          | 2      | 1      |
| 2013   | CAR     | 16  | 16  | 123    | 85     | 38     | 4.0    | --     | 7          | 2          | -2         | -1.0       | -1         | 0          | 1      | 0      |
| 2014   | CAR     | 15  | 15  | 100    | 66     | 34     | 2.5    | --     | 3          | --         | --         | --         | --         | --         | 2      | 1      |
| 2015   | CAR     | 16  | 16  | 105    | 75     | 30     | 5.5    | --     | 7          | 4          | 22         | 5.5        | 22         | --         | 4      | 1      |
| Totale | Totale  | 101 | 115 | 728    | 539    | 189    | 17.5   | --     | 35         | 6          | 22         | 3.7        | 24         | 0          | 13     | 5      |